# Jules Boucher (politicus)
Julius Franciscus Carolus Gislenus (Jules François) Boucher (Gent, 8 mei 1845 - Doornik, 28 maart 1919) was een Belgische ondernemer en politicus voor de Liberale Partij.

## Levensloop
Boucher was schepen in Doornik en werd waarnemend burgemeester na het ontslag van Victor Carbonnelle na de gemeenteraadsverkiezingen van 1907. Hij bleef dit tot de benoeming van Alphonse Stiénon du Pré begin 1908.
In 1913 nam Boucher de familiale spinnerij Boucher-Feyerick in Doornik over.